# 33462 Tophergee
33462 Tophergee este o planetă minoră (asteroid), cu un diametru de 3,47 km, din centura de asteroizi. A fost descoperită pe 19 martie 1999 la Experimental Test Site⁠(d) de Lincoln Near-Earth Asteroid Research. 
Obiectul prezintă o orbită caracterizată de o semiaxă mare de 2,2730325 UAi, o excentricitate de 0,07, o înclinație de 2,00794 ° în raport cu ecliptica.